# Casa de Hatzfeld

Brasão de armas de Hatzfeld

A Casa de Hatzfeld, também escrito como Hatzfeldt, foi uma importante família principesca alemã. A familía era parte da nobreza de Hesse. A família foi mencionada pela primeira vez em 1138 e tem seu trono em Hatzfeld. Em 1418 a família herdou o Castelo de Wildenburg perto de Friesenhagen, uma propriedade de imediatidade imperial, dos lordes de Wildenburg. 
Melchior von Hatzfeldt (1593–1658), um marechal de campo da Guerra dos Trinta Anos, se tornou o primeiro conde em 1635.
Franz Phillip Adrian se tornou o primeiro Fürst Prussiano (Príncipe de Hatzfeld-Gleichen-Trachenberg) em 1741 (o ramo foi extinguido em 1794).  O ramo Hatzfeldt-Werther-Schönstein herdou Trachenberg e se tornaram Princípes Prussianos de Hatzfeldt e Trachenberg em 1803 e Duques de Trachenberg em 1900 (ainda existente). O ramo Hatzfeld-Wildenburg-Weisweiler herdou Crottorf, Schönstein, Kalkum e várias outras propriedades em 1794 e se tornaram os Princípes Prussianos de Hatzfeld-Wildenburg em 1834 (o ramo se extinguiu em 1941 e foi herdada pelo Conde Hermann Dönhoff, que continuou o sobrenome de sua família materna: Conde von Hatzfeldt-Wildenburg-Dönhoff).

## Membros

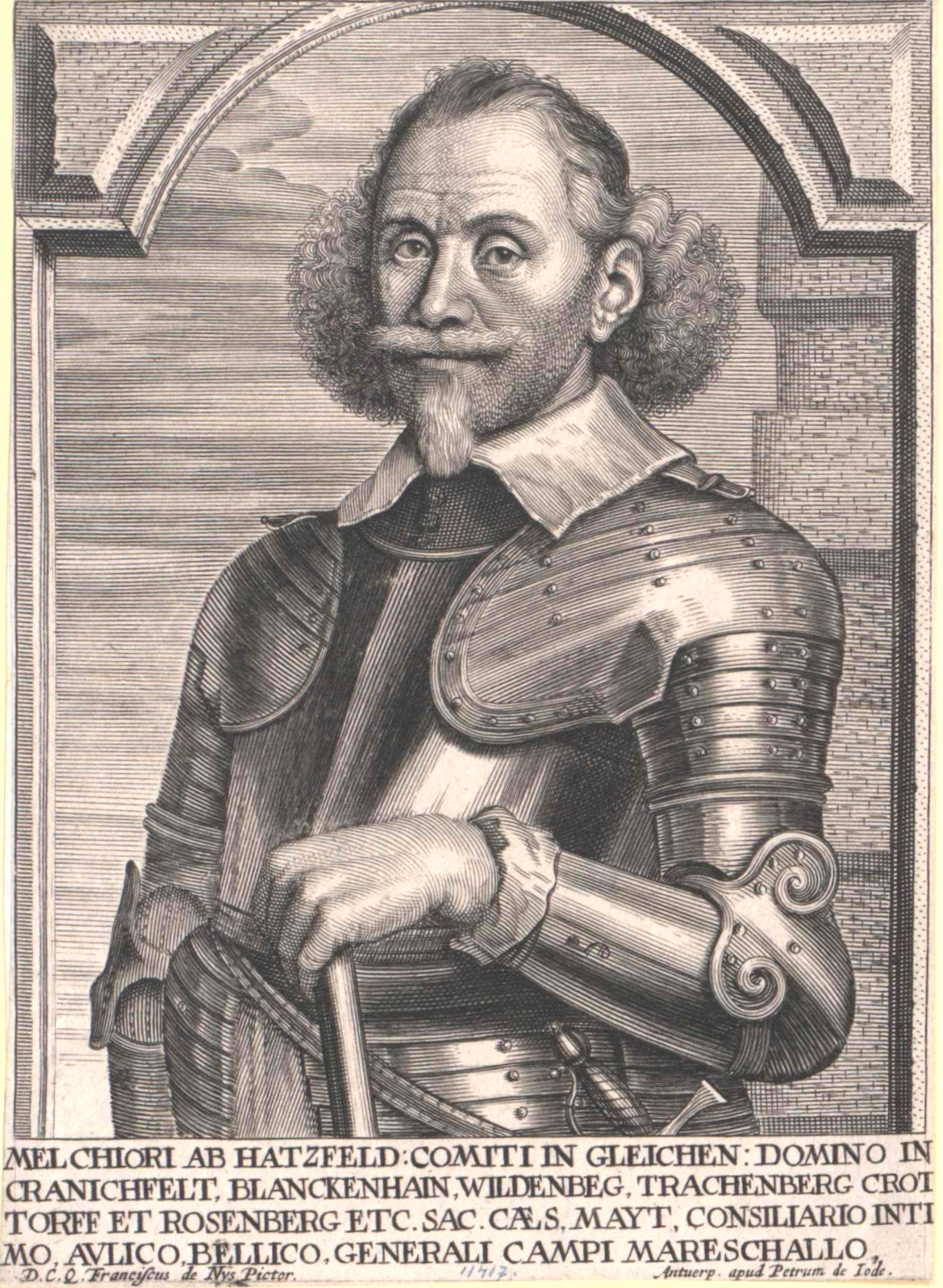
Conde Melchior von Hatzfeldt (1593–1658), marechal de campo na Guerra dos Trinta Anos

- Melchior von Hatzfeldt (1593–1658), Marechal de campo na Guerra dos Trinta Anos
- Franz von Hatzfeld (1596–1642), Príncipe-bispo de Bamberg
- Carl Friedrich von Hatzfeldt zu Gleichen (1718–1793), Estadista austríaco
- Franz Ludwig von Hatzfeldt (1756−1827), General Prussiano
- Sophie von Hatzfeldt (1805–1881), "A Condessa Vermelha"
- Paul von Hatzfeldt-Wildenburg (1831–1901), Diplomata e secretário de Relações Exteriores da Alemanha.
- Elisabeth von Hatzfeldt (1839–1914), Princesa de Carolath-Beuthen
- Hermann von Hatzfeldt zu Trachenberg (1848–1933), político
- Franz Edmund von Hatzfeldt-Wildenburg (1853–1910), dono de cavalo de corrida
- Clara von Hatzfeldt (1860–1928), herdeira
- Hermann von Hatzfeldt-Wildenburg (1867–1941), diplomata
- Georg von Hatzfeld (1929–2000), editor, político

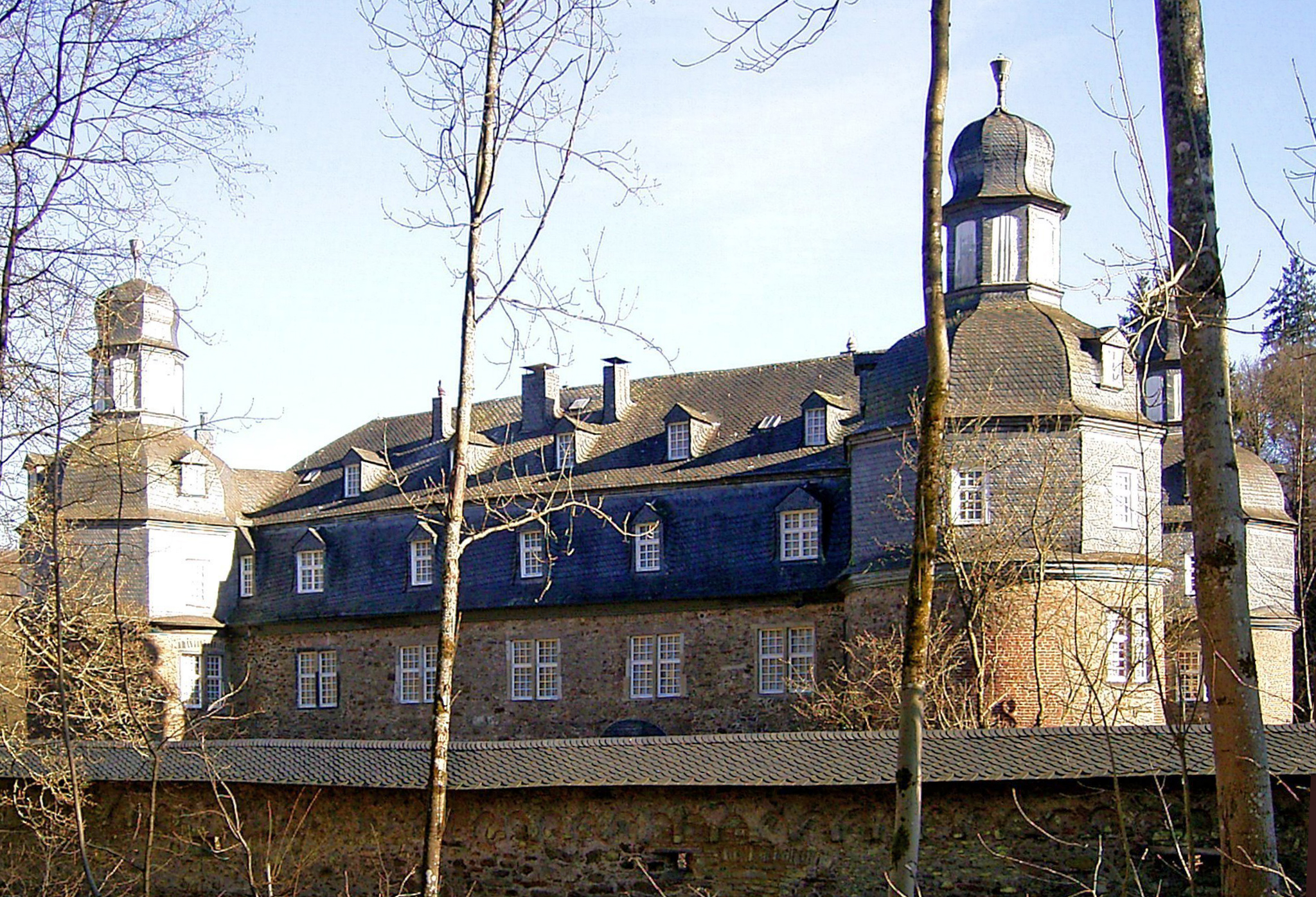
Crottorf Castle near Friesenhagen (since 1563 owned by the family)
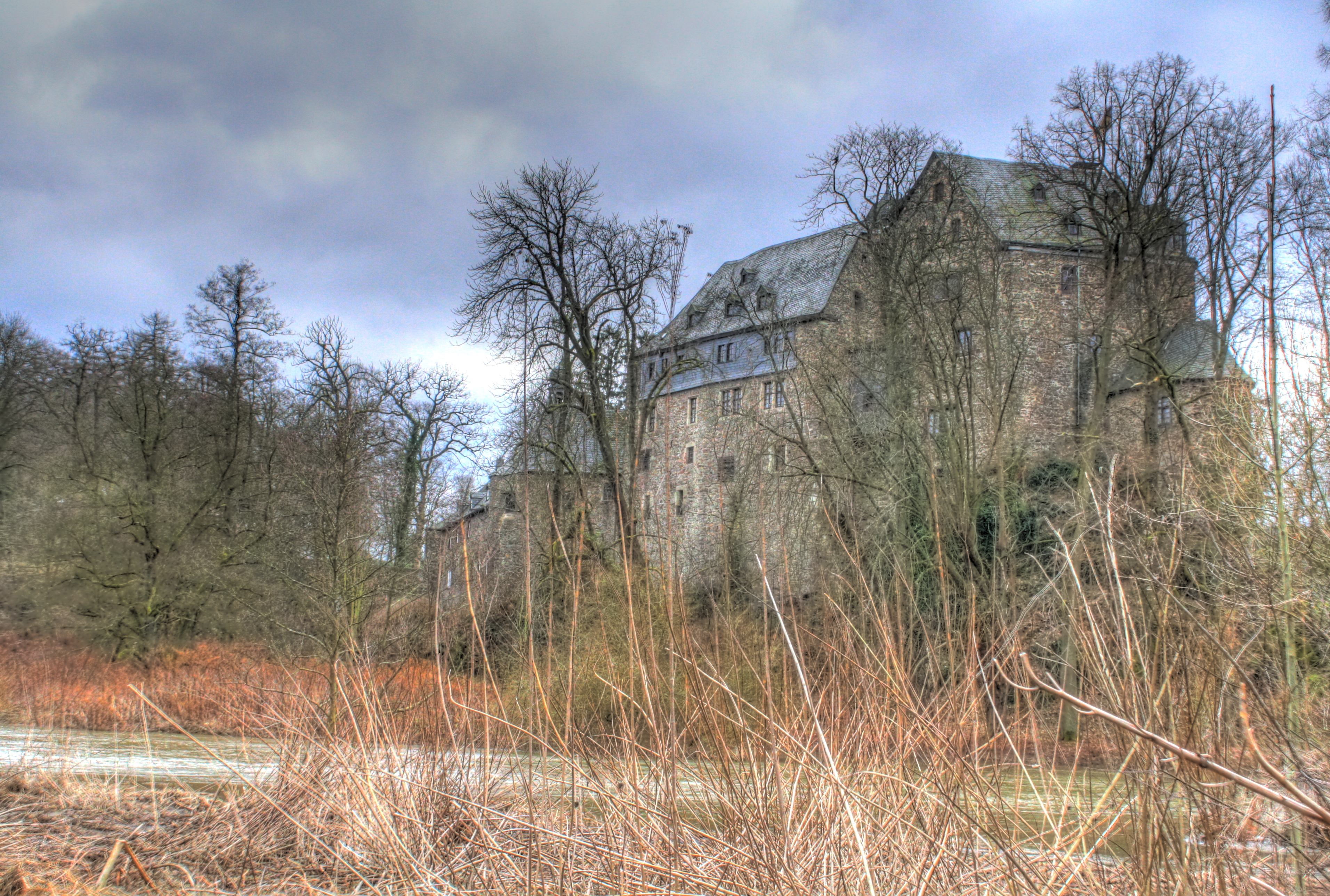
Schönstein Castle near Wissen (since 1589 owned by the family)
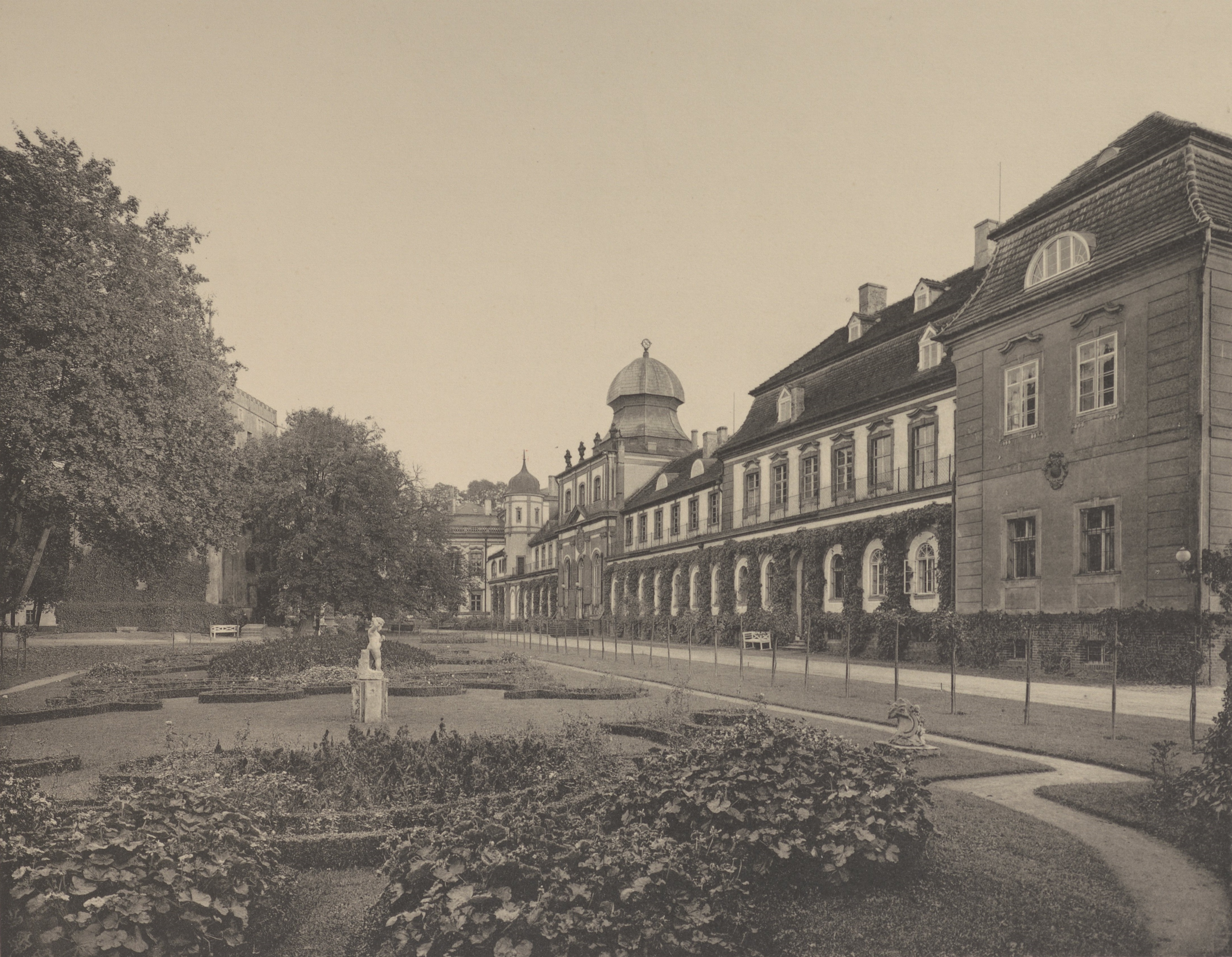
Trachenberg Castle, Silesia (today Żmigród, Poland, 1641-1945 owned by the family)
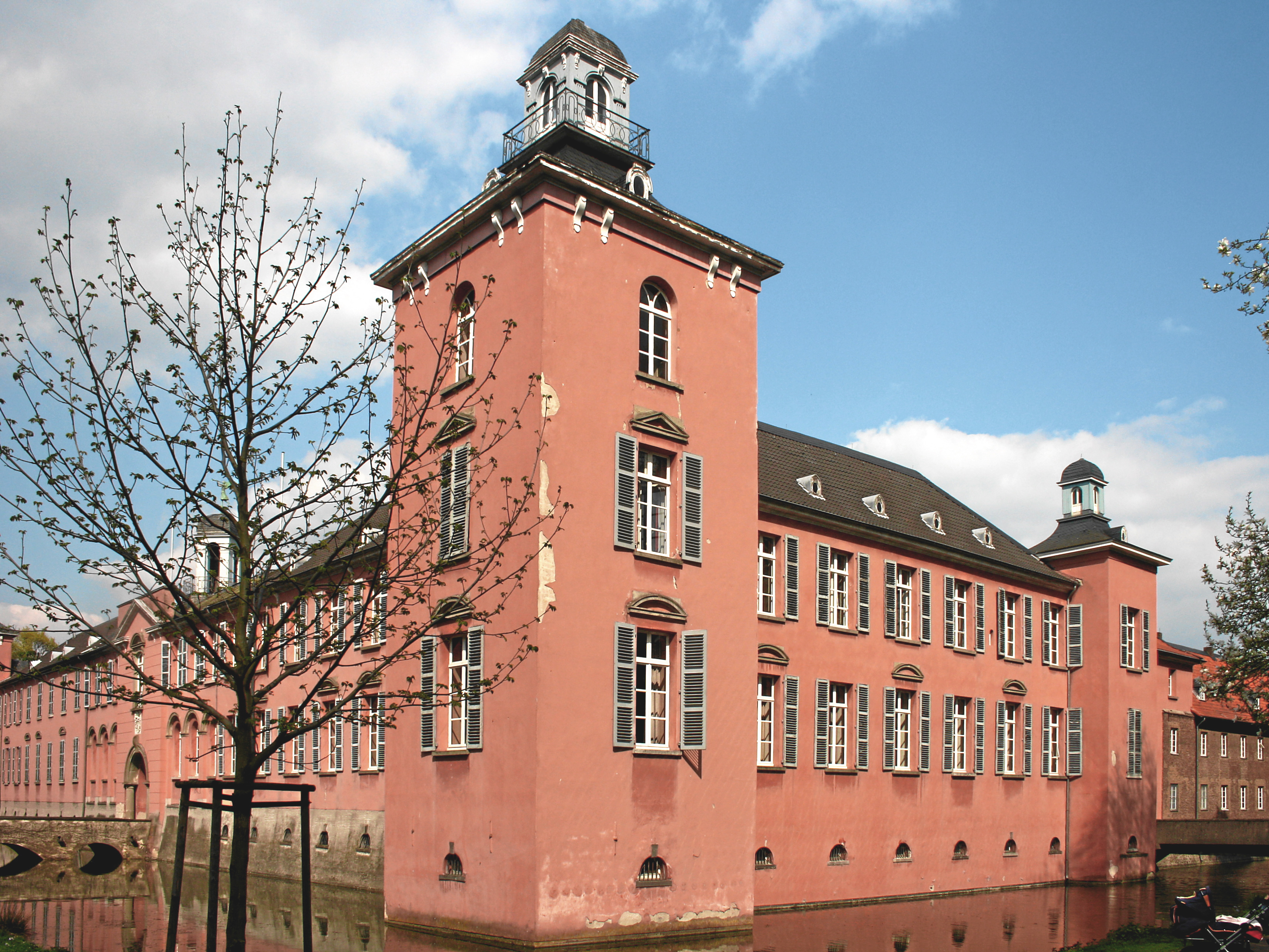
Kalkum Castle near  Düsseldorf (early 18th century until 1946)